# Christian Schagerl
Christian Schagerl (* 13. Februar 1986) in St. Pölten ist ein österreichischer Koch.

## Werdegang
Christian Schagerl wuchs in Frankenfels auf. Nach der Ausbildung in einer niederösterreichischen Tourismusschule arbeitete er drei Jahre bei Heinz Hanner in Mayerling danach wechselte er zum Gästehaus Erfort bei Klaus Erfort in Saarbrücken (drei Michelinsterne) und zum Gourmetrestaurant Überfahrt bei Christian Jürgens in Rottach-Egern (drei Michelinsterne). Dann ging er zum Silvio Nickol Gourmetrestaurant in Wien (zwei Michelinsterne) und zum Facil in Berlin (zwei Michelinsterne). Er wurde Souschef in der Residenz Heinz Winkler in Aschau im Chiemgau (zwei Michelinsterne) und Küchenchef im Restaurant Richard in Berlin, das 2017 mit einem Michelinstern ausgezeichnet wurde.
2018 wurde er Küchenchef im vegetarischen Restaurant Tian in München am Viktualienmarkt, wo er von Paul Ivic angeworben wurde, dem Küchenchef des gleichnamigen Schwester-Restaurants Tian in Wien. Das Tian wurde 2019 mit einem Michelinstern ausgezeichnet.
Im Februar 2020 verließ er das Tian und es wurde berichtet, ein Gourmetrestaurant in der Maximilianstraße in München wäre geplant.

## Auszeichnungen
- 2017: Ein Stern im Guide Michelin 2018 an das Restaurant Richard in Berlin
- 2019: Ein Stern im Guide Michelin 2019 an das Restaurant Tian in München